# Judicaël
Judicaël est l'orthographe francisée du prénom breton Judikael. Le français en fait un prénom mixte, mais a aussi créé les formes féminines Judicaële et Judicaëlle. Ce prénom existe également en Bretagne sous les formes Jézéquel, Jezekel, Jezekael, Jekel, Jezekelig, Jikael, Jikel, Giquel, Diquélou, Giquélou où il est fêté le 16 décembre suivant le calendrier des saints bretons ou le 17 décembre suivant le calendrier des saints catholiques.

## Autres formes
- En breton moderne : Yezekael.
  - Noms de famille : Gicquel ou Jézéquel.
- Formes contractées : Juhel ou Jikel (ou Gicquel).
- Forme francisée plus récente : Gaël(le).

## Origine
Le nom est formé sur le vieux breton iud (= combattant, puis chef, seigneur) suivi d'hael (= magnanime), l'infixe -ic ayant été intercalé pour le différencier de son père Judhaël[réf. souhaitée].

## Personnages historiques
- Saint Judicaël, roi de Domnonée au VIIe siècle, fêté le 17 décembre.
- Judicaël de Rennes, prince de Poher puis des Bretons de 871 à 890.
- Judicaël de Nantes (vers 979-1004), comte de Nantes de 992 à 1004.
- Judicaël de Vannes († 1037), fils du duc de Bretagne Conan Ier, fut évêque de Vannes de 992/1008 à 1037.
- Judicaël de Saint-Brieuc, évêque de Saint-Brieuc de c. 1157 à c. 1161.

## Personnalités contemporaines
- Pour l'ensemble des articles sur les personnes portant ce prénom, consulter :
  - la liste des articles dont le titre commence par ce prénom
  - les listes produites par Wikidata : Liste des personnes de prénom « Judicaël » — même liste en incluant les éventuels prénoms composés qui contiennent « Judicaël ».